# Jochen Ott

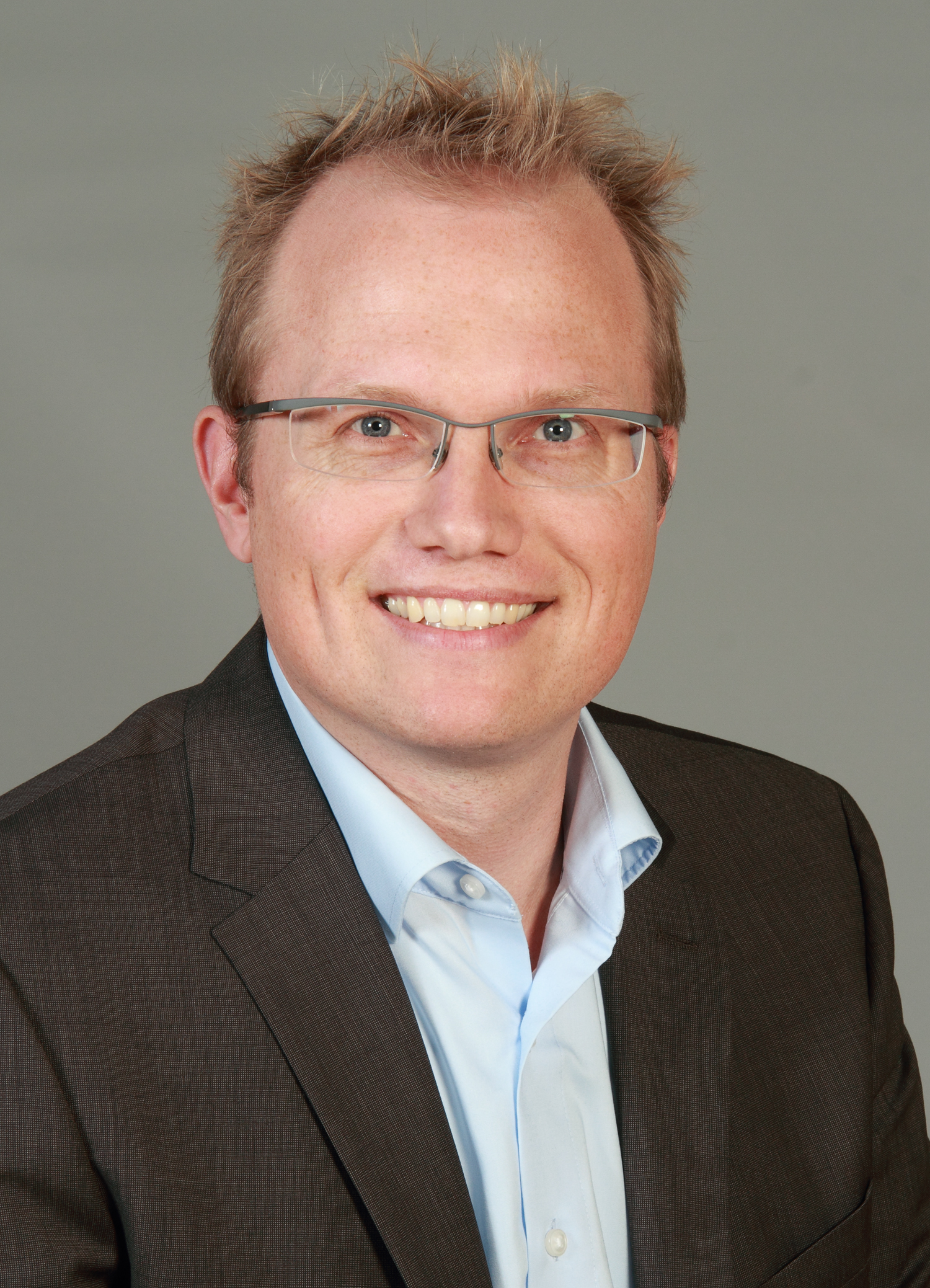
Jochen Ott (2013)

Jochen Ott (*  9. Mai 1974 in Porz) ist ein deutscher Politiker (SPD). Er ist seit dem 9. Juni 2010 Abgeordneter des Landtags von Nordrhein-Westfalen und dort seit 23. Mai 2023 Fraktionsvorsitzender der SPD Nordrhein-Westfalen und als solcher Oppositionsführer. Von 2001 bis 2019 war er Vorsitzender der Kölner SPD sowie von 2008 bis 2018 stellvertretender Vorsitzender der SPD Nordrhein-Westfalen.

## Leben
Jochen Otts Mutter war aktiv in der römisch-katholischen Kirche, sein Vater zunächst Fernmeldehandwerker, dann Personalrat bei der Post und Gewerkschafter. Ott wuchs in Köln-Höhenberg auf. Nach dem Besuch der Grundschule in Höhenberg wechselte Ott auf das Johann-Gottfried-Herder-Gymnasium in Köln-Buchheim, wo er im Jahr 1993 das Abitur machte. In seiner Freizeit machte er Leichtathletik, spielte Tennis und Handball. Gleichzeitig war er  in der Katholischen junge Gemeinde (KjG) als Gruppen- und später Pfarrleiter aktiv. Mit knapp 19 Jahren wurde er Vorsitzender des Pfarrgemeinderats. Nach seinem Abitur absolvierte Ott als erster den Zivildienst in der Pfarrgemeinde St Elisabeth in Höhenberg bei Pfarrer Franz Meurer, der ihn später auch traute und seine Kinder taufte.
Danach entschied sich Ott für ein Lehramtsstudium in den Fächern Geschichte, Sozialwissenschaften und Katholische Religion an der Universität zu Köln.  Während des Studiums ermöglichte ihm das Erasmus-Programm einen Auslandsaufenthalt am King’s College in London.
Im Jahr 1999 beendete Jochen Ott das Studium mit dem ersten Staatsexamen und ging für ein zweijähriges Studienreferendariat an das Rhein-Gymnasium in Köln, das er Ende 2001  abschloss. Ab dem Jahr 2002 unterrichtete Ott als Lehrer an der Gesamtschule in Brühl die Fächer Geschichte, Sozialwissenschaften und Katholische Religion. Mit der Direktwahl als Landtagsabgeordneter und der Übernahme seiner Mandatsaufgaben im Jahr 2010 schied Ott als Oberstudienrat a. D. aus dem Schuldienst aus.
Mit seiner Familie lebt Ott in Köln-Nippes. Er ist seit 2005 verheiratet und hat drei Töchter.

## Politik

### Politische Anfänge und Kommunalpolitik
Ott trat im Jahr 1992 in die SPD ein und war von 1997 bis 2001 Ortsvereinsvorsitzender in Köln-Höhenberg. In den Jahren 2000 und 2001 war er Stadtbezirksvorsitzender im Stadtbezirk Köln-Kalk. Nach dem Rückzug des  Kölner SPD-Vorsitzenden Kurt Uhlenbruch wurde er im Jahr 2001 mit  26 Jahren zu dessen Nachfolger gewählt. In dieser Funktion arbeitete er unter anderem am Thema der sozialen Gerechtigkeit. So hat er dagegen gekämpft, dass die Schere zwischen armen und reichen Stadtteilen noch weiter zunimmt. Als eine Niederlage während seines Vorsitzes nennt Ott, dass er den Neubau des Schauspielhauses nicht durchsetzen konnte. Sein größter Erfolg war nach eigenen Angaben – in Zusammenarbeit mit dem Vorsitzenden der SPD-Ratsfraktion der Stadt Köln, Martin Börschel – die Verhinderung des geplanten Verkaufs der Wohnungsgesellschaften GAG und GRUBO gewesen.
Von 2004 bis zum 24. November 2010 sowie ab 2014 war er Mitglied des Rates der Stadt Köln. Nachdem das Verwaltungsgericht eine Neuauszählung der Ergebnisse der Kommunalwahlen 2014 in einem Kölner Wahlbezirk angeordnet hatte, verlor Ott im Mai 2015 sein Mandat im Rat der Stadt Köln (siehe Kommunalwahlen 2014 in Köln). 2009 bis 2010 war er zudem Mitglied der Landschaftsversammlung Rheinland.
Am 1. Februar 2015 stellte sich Ott als Kandidat für das Amt des Kölner Oberbürgermeisters vor. Auf dem Unterbezirksparteitag am 14. März 2015 wurde Ott mit 92 Prozent der Delegiertenstimmen nominiert. Am 18. Oktober 2015 trat Ott gegen die parteilose Kandidatin Henriette Reker, und fünf andere Kandidaten an. Ott erreichte 32,02 % und Henriette Reker wurde mit 52,66 % zur Oberbürgermeisterin gewählt.
Seit 2018 ist Ott Vorsitzender der SPD-Region Mittelrhein. Mitte Januar 2019 kündigte er seinen Rückzug aus der Kölner Lokalpolitik an. Nach 18 Jahren trat er am 16. März 2019 nicht mehr zur Wiederwahl als Parteichef der Kölner SPD an, seine Nachfolgerin wurde Christiane Jäger.

### Landespolitik
Ab 2004 war Ott Mitglied des Präsidiums der SPD Nordrhein-Westfalen, von 2008 bis 2018 stellvertretender Landesvorsitzender.

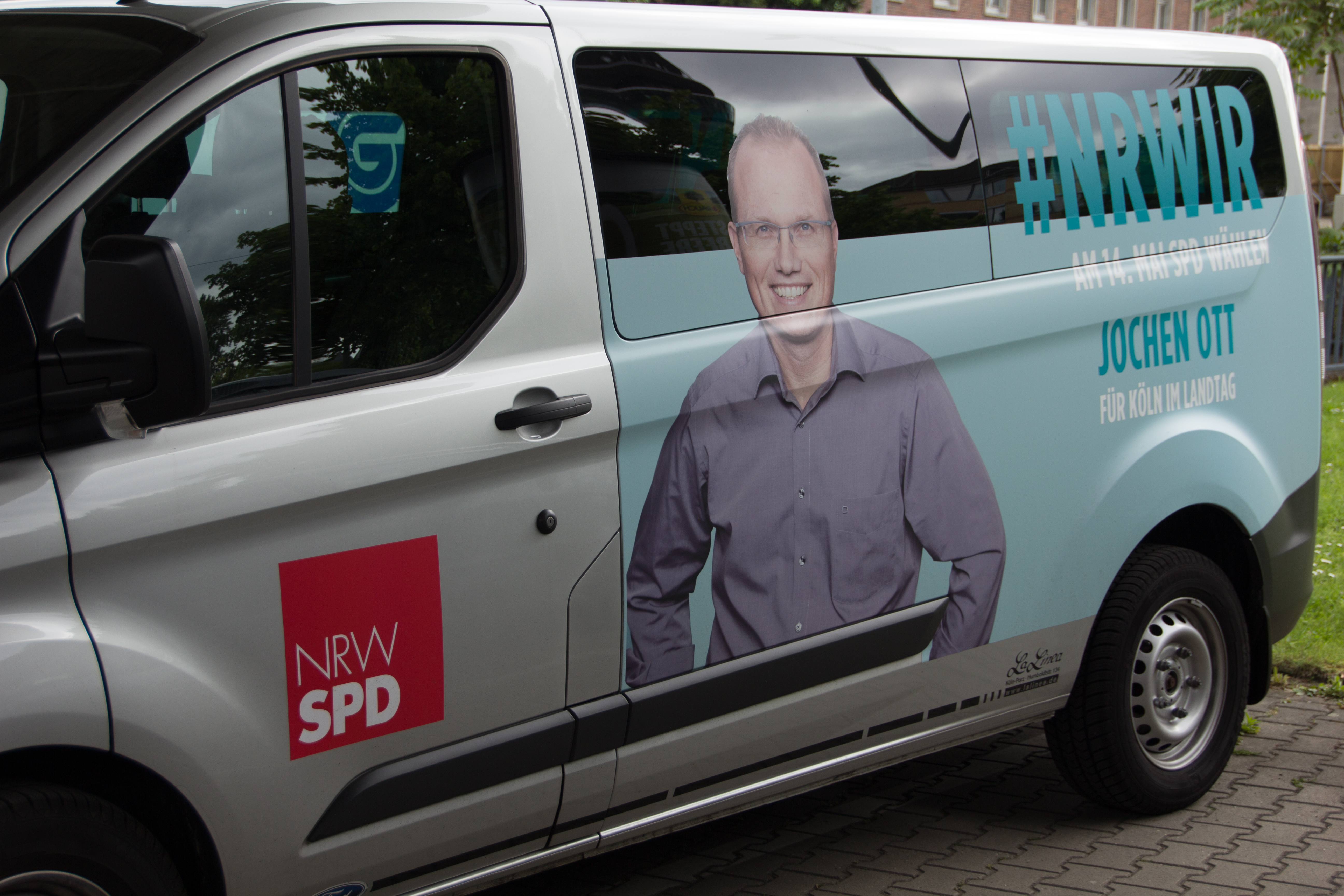
Wahlkampfbus zur Landtagswahl 2017 in Nordrhein-Westfalen

Bei der Landtagswahl in Nordrhein-Westfalen am 22. Mai 2005 trat Jochen Ott im Wahlkreis Köln V an, scheiterte jedoch am Gegenkandidaten, dem Kölner CDU-Kreisverbands-Vorsitzenden Jürgen Hollstein. 2010 trat Ott wieder für den Landtag an, dieses Mal wurde er als Direktkandidat gewählt und wurde bau- und verkehrspolitischer Sprecher. Sein Gegenkandidat (wieder Jürgen Hollstein) schied aus dem Landtag aus. Bei der vorgezogenen Landtagswahl in Nordrhein-Westfalen 2012 am 13. Mai 2012 erhielt Ott als gewählter Direktkandidat im Wahlkreis Köln V 43,8 Prozent der Erststimmen. Im Sommer 2012 wählte ihn die SPD-Landtagsfraktion zum stellvertretenden Vorsitzenden.
Bei der Landtagswahl 2017 verlor er mit 35,5 Prozent den Wahlkreis Köln V an Florian Braun (CDU), der 36,1 Prozent erhielt. Über Landeslistenplatz 8 zog er dennoch in den Landtag ein. Von 2017 bis 2022 war Ott zusätzlich zu seiner Funktion als stellvertretender Fraktionsvorsitzender auch Schulpolitischer Sprecher der SPD-Landtagsfraktion. Bei der Landtagswahl 2022 kandidierte er im Wahlkreis Köln III, in dem er mit 25,9 Prozent der abgegebenen Erststimmen dem Kandidaten der Grünen, Arndt Klocke (41,6 Prozent) unterlag. Erneut konnte er in den Landtag über die SPD-Landesliste (Platz 5) einziehen.
In der 18. Wahlperiode ist Jochen Ott Mitglied der Ausschüsse für Schule und Bildung sowie Bauen, Wohnen und Digitalisierung.
Ott wurde am 23. Mai 2023 gegen zwei Mitbewerber (Sarah Philipp und Sven Wolf) in der Nachfolge von Thomas Kutschaty zum Vorsitzenden der SPD-Landtagsfraktion gewählt.

## Gremien und Ehrenämter
- Beirat für Wohnraumförderung bei der NRW.Bank: Mitglied
- WDR-Rundfunkrat: Stellvertretendes Mitglied[17]
- Schutzgemeinschaft Deutscher Wald Köln e. V.: Vorsitzender[18]
- Umweltbildungszentrum Heideportal Gut Leidenhausen: Vorstandsvorsitzender[19]

Ehemalige Gremien:
- GAG Immobilien AG: Aufsichtsratsvorsitzender von 2004 bis September 2021[20][21]
- Von der Stadt Köln wurde Jochen Ott von 2015 bis 2020 als städtischer Vertreter in Aufsichtsgremien der GWG Wohnungsgesellschaft mbH Rhein-Erft (Aufsichtsratsmitglied), Häfen und Güterverkehr Köln AG (HGK)/RheinCargo GmbH & Co. KG (Aufsichtsratsmitglied der HGK und der RheinCargo), Flughafen Köln/Bonn GmbH (stellvertretender Aufsichtsratsvorsitzender) benannt.[22][23]

## Veröffentlichungen
- mit Thomas Deres und Wolfgang Uellenberg-van Dawen: Köln Rot. Sozialdemokratische Politik von 1945 bis heute. Greven, Köln 2008, ISBN 3-7743-0416-5.
- mit Franz Meurer und Peter Sprong: Rheinischer Kapitalismus. Eine Streitschrift für mehr Gerechtigkeit. Greven, Köln 2014, ISBN 978-3-7743-0631-8.
- Mehr Politik wagen! Wie wir die Demokratie vor dem Kapitalismus retten. Greven, Köln 2019, ISBN 978-3-7743-0916-6.
- Solidarischer Individualismus. Wie wir die wunderbare Freiheit der Einzelnen mit der Kraft der Solidarität verbinden. Greven, Köln 2021, ISBN 978-3-7743-0944-9.